# Баллш
Баллш (алб. Ballshi) — місто і колишній муніципалітет в області Фієрі, південна Албанія. Після реформи в 2015 році Баллш стало адміністративним центром округу Малакастра. Населення станом на 2011 рік було 7,657 людей.

## Походження назви
Місто мало назву «Ґлавініца» протягом Болгарського панування, потім було названо Баллш на честь Балша II Балшича.

## Історія
Баллш знаходиться недалеко від стародавнього міста Булліс. Клімат є Середземноморський. Він оточений пагорбами Малакастра. Його латинська назва — Балетіум. Слов'янські нашестя 6-го і 7-го століття викликало знищення Буллісу, у той час як Баллш був побудований з матеріалів, розграбованих з Булліс.

## Економіка
Земля навколо міста багата на сиру нафту. Під час комуністичної диктатури були встановлені нафтові свердновини. Тільки частина цих свердловин працює зараз, хоча виробництво лігроїну є значне.